# Downbeat Records
Downbeat Records ist ein deutsches Musiklabel. Im Jahr 1994 als Spin-Off von Warner Music gegründet, agiert es seit 2016 unabhängig.

## Geschichte
Downbeat Records wurde 1994 von Norbert Rudnitzky und Bernd Dopp, dem späteren Chairman und CEO von Warner Music Central Europe, als Spin-Off von Warner Music gegründet. Rudnitzky betrieb zu dieser Zeit einen gleichnamigen auf Reggae, Dub, Drum’n’Bass und Hip-Hop spezialisierten Plattenladen und präsentierte mehrere Radiosendungen. Dopp war Kunde seines Plattenladens und hatte ihn mit dem Plan zur Gründung eines Musiklabels mit Fokus auf die frühzeitige Erkennung von Trends kontaktiert.
Das Label veröffentlichte zunächst Jungle-Kompilationen und erwarb damit „einen exzellenten Ruf in der Musikszene“. So verkaufte sich die Kompilation Downbeat In The Junge fast 20.000 Mal, bevor eine längere Zeit Erfolge ausblieben. Wie konzipiert, standen in den ersten Jahren selten mehr als drei Künstler gleichzeitig unter Vertrag. Erste größere kommerzielle Erfolge erzielte das Label unter anderem mit Rockers Hi-Fi, es folgten Seeed, Tefla & Jaleel und Brothers Keepers und später Peter Fox, Left Boy und Maxim. Das von Downbeat veröffentlichte Album Stadtaffe wurde 15-fach mit einer Goldenen Schallplatte ausgezeichnet. Seit 2016 agiert das Label unter der Leitung von Rudnitzky eigenständig mit Unternehmenssitz in Berlin, arbeitet aber weiterhin mit Warner Music zusammen. Zu diesem Zeitpunkt gehörten unter anderem Bausa und Rakede zum Künstlerstamm.